# Erannis brunneostrigata
Erannis brunneostrigata là một loài bướm đêm trong họ Geometridae.